# Хворостинин, Пётр Иванович
Князь Пётр Иванович Хворостинин († 1592) — русский военный и государственный деятель, рында, опричник, воевода, наместник и окольничий во времена правления Ивана IV Васильевича Грозного и Фёдора Ивановича.
Из княжеского рода Хворостинины. Младший сын князя Ивана Михайловича Хворостинина († 1571). Братья — Дмитрий, Андрей и Фёдор.

## Биография
В 1544 и 1551 годах князь Пётр Иванович Хворостинин, будучи рындой с большим царским копьем, участвовал в полоцких походах. В октябре 1565 года отправлен царём Иваном Грозным в Рязань к боярину Алексею Даниловичу Басманову «с милостивой речью» и с золотыми в награду за службу против крымских татар. В сентябре 1568 года рында с большим государевым копьём в новгородском походе против поляков. В 1570 году второй воевода в Юрьеве Ливонском. В сентябре 1571 года рында с большим государевым саадаком в походе из Александровской слободы в Каширу, Коломну, Серпухов и в возвратном походе в Александровскую слободу. Весной 1572 года второй воевода войск левой руки в Лопастне, пришедших к Серпухову крымские войска в битве при Молодях у Воскресенья разбили и прогнали. В 1573 году участвовал в зимнем государевом походе вторым воеводою Ертаульного полка под Пайду, по завоевании города направлен под Колывань, участвовал в этой должности при взятии Ропы. Весной этого же года направлен первым воеводою в Орёл, откуда указано ему идти в сход и быть на берегу Оки воеводою войск правой руки с бояриным и князем Никитой Романовичем Одоевским. С весны 1574 года второй воевода в Туле и велено ему, сойдясь с другими окраинными воеводами, быть вторым воеводою, а сойдясь с большими воеводами, третьим воеводой в Большом полку с князем Василием Юрьевичем Голицыным. Осенью этого же года, второй воевода в Туле, а по "вестям" указано ему сходиться с другими окраинными воеводами и быть вторым воеводою Большого полка.
В 1575 году выступил в поход против крымских татар. В битве в Печерниковых Дубравах воевода Пётр Хворостинин разгромил татарско-ногайские отряды. В награду за победу, назначен наместником и 1-м воеводой в Рязани. В 1576 году велено ему из Рязани сходиться и быть воеводою Передового полка с бояриным и князем Пронским. В этом же году местничал с И.Д. Колодкой-Плещеевым. В 1577 году послан под Колывань (Ревель), а по новой воеводской росписи, велено быть ему там вторым воеводою Передового полка, с апреля первый воевода в Дедилове и указано ему по "вестям" идти в сход с другими окраинными воеводами и быть воеводою Большого полка. В 1578 году второй воевода войск левой руки в Кашире, потом третий воевода Большого полка там же.
В 1579 году по царскому указу князь Пётр Иванович вызван в Москву, откуда его вначале отправили в Новгород, а оттуда вторым воеводой Сторожевого полка в Кесь (Венден), где в битве с поляками был взят в плен. В 1583 году выкуплен царём из польского плена за большой выкуп (3328 рублей и четыре сорока соболей). В 1586 году князь Пётр Иванович назначен 1-м воеводой Ертаульного полка в готовящемся военном новгородском походе против шведов. В 1589 году назначен годовать вторым воеводой в Астрахань, где и скончался в 1592 году.
По родословной росписи показан бездетным.